# Anodontostoma thailandiae
Anodontostoma thailandiae és una espècie de peix pertanyent a la família dels clupeids. Va ser descrit per l'ictiòleg japonès Thosaporn Wongratana el 1983.

## Descripció
- Pot arribar a fer 18 cm de llargària màxima (normalment, en fa 12).
- 17-25 radis tous a l'aleta anal.[2][3]

## Hàbitat
És un peix marí i d'aigua salabrosa, pelàgic-nerític, anàdrom i de clima tropical (24°N-0°N, 85°E-119°E) que viu entre 0 i 50 m de fondària.

## Distribució geogràfica
Es troba a Indonèsia, el nord de la badia de Bengala, província de Phuket -Tailàndia-, el golf de Tailàndia i el mar de la Xina Meridional.

## Observacions
És inofensiu per als humans.